# 情報工学
情報工学（じょうほうこうがく、英語: computer science）とは、「計算機による情報処理に関連する科学技術の一分野」を指す言葉であり、「情報科学」や「計算機科学」ともいう。
なお英語の information engineering はソフトウェア工学における一手法であり（データ中心アプローチも参照）、日本語の「情報工学」とは対応しない。また似た言葉に情報学がある。

## 概要
語感としては、情報科学という語がもっぱらおおまかに「科学」という語が指す範囲を中心としているのに対し、情報工学は「工学」的な分野に重心があるが、内実としてはどれもたいして変わらないことが多い（たとえば、大学の学部学科名などに関しては、個々の大学の個性による違いのほうが、名前による違いより大きい）。日本で、大学の工学部などにコンピュータ科学ないし情報関係の学科を設置する際に、「工学」部という語との整合のためだけに便利に使われた、という面が大きい（情報工学科の記事を参照）。
ここでは、いくつかの大学の学科紹介などから（研究などにおける専門的な解説ではない）抜粋する。情報工学とは「情報」を工学的に利用するための学問分野である。情報の発生（データマイニング、コンピュータグラフィックスなど）、情報の伝達（コンピュータネットワークなど）、情報の収集（コンピュータビジョン、検索エンジンなど）、情報の蓄積（データベース、データ圧縮など）、情報の処理（計算機工学、計算機科学、ソフトウェア工学）を扱う総合的な工学分野といえる。また情報工学を、物理現象を支配している原理や法則や社会・経済活動を情報という観点から捉え，コンピュータ上の設計手順に変換することにより自動化する方法を創出する学問分野とする見方もあり、これは英語でいうコンピューティング（computing）に相当する。いずれにしても以上の説明は、大学の学科紹介などからの抜粋である。
計算機科学や情報科学・情報工学を扱う学会としては、米国では発足が早かったこともあり、ACMは直訳すると「計算機械学会」である。国際機関である情報処理国際連合の1960年発足の頃には、コンピュータは（数の）計算のみならず情報を処理する機械であるという認識は広まっており、日本の学会発足に関しても、和田弘により「情報処理学会」の名が付けられ、情報処理という言葉が使われるようになった。また電子情報通信学会もこの分野をあらわす語として「情報」を使っている。
日本技術士会に「情報工学部会」があり、また同会が課している2次試験は部門別であるが、コンピュータソフトウェアに関連する部門を「情報工学部門」としている（技術士情報工学部門）。
- 学科名としては、京都大学（工学部）および大阪大学（基礎工学部）に、1970年初めて、情報工学科が登場する。同年、東京工業大学には情報科学科が、また、電気通信大学および山梨大学には計算機科学科が、金沢工業大学には情報処理工学科が設立された。
- 学部名としては、1986年に設置された九州工業大学の情報工学部が最初である。1987年から学生を受け入れ始めた知能情報工学科と電子情報工学科の2学科に加えて、制御システム工学科、機械システム工学科、生化システム工学科（現在のシステム創成情報工学科、機械情報工学科、生命情報工学科）の全5学科すべてが情報工学を専門とする学部である。また、情報科学を専門とする学部として、情報科学部が存在し、情報学を専門とする学部として、情報学部が存在する。工学系では1996年に大阪工業大学が最初に設置している[7]。
- 日本の大学の「情報工学科」では、英語名はcomputer science（計算機科学）としていることが多い。information engineering とするところは、2007年時点で、8/33程度である。information engineering を掲げる例に、ケンブリッジ大学の Information Engineering Division がある[8]。
- 研究科では情報学研究科など。